# LADSPA
LADSPA (Linux Audio Developers Simple Plugin API) — стандарт для объединения звуковых фильтров и эффектов с аудио-ПО, распространяемый по лицензии GNU LGPL. Первоначально разработка LADSPA велась для Linux — по единогласному решению в Почтовой Рассылке Разработчиков Аудио-ПО для Linux (Linux Audio Developers Mailing List), но сейчас LADSPA работает на большом количестве разных платформ. Многие свободные программы для обработки звука поддерживают LADSPA. Существует немало различных LADSPA-плагинов.
LADSPA — это, главным образом, заголовочный файл на Си.
Существуют и другие, аналогичные LADSPA, стандарты. Для подключения инструментов используется DSSI — его даже иногда называют «LADSPA для инструментов». LV2 — легко масштабируемый преемник LADSPA, базирующийся на нём.

## Программы, поддерживающие LADSPA
- LMMS
- Ardour
- Audacity
- NASPRO
- Renoise
- Hydrogen
- Jokosher
- Audacious
- Qmmp
- Qtractor
- Waveform

Кроме того, благодаря jack-rack, LADSPA-плагины можно использовать с любой программой, если она выводит этот аудиопоток через JACK.